# Luce (film)
Luce è un film del 2019 diretto da Julius Onah.
La pellicola, con protagonisti Naomi Watts, Octavia Spencer, Kelvin Harrison Jr. e Tim Roth, è l'adattamento cinematografico dell'omonima pièce teatrale di J. C. Lee, autore anche della sceneggiatura del film insieme al regista Onah.

## Trama
Nato nell'Eritrea dilaniata dalla guerra e adottato da una coppia statunitense, Luce è un atleta delle superiori e un affermato oratore pubblico adorato dagli altri studenti della scuola che frequenta e dai suoi genitori adottivi, Peter e Amy Edgar. Tuttavia, ha animosità nei confronti della sua insegnante di storia, Harriet Wilson, che ha fatto espellere il suo amico DeShaun dalla squadra di corsa, dopo aver trovato della marijuana nel suo armadietto e aver chiamato la polizia.
Harriet convoca Amy, la madre di Luce, per un incontro e le mostra il compito consegnatole dal giovane: invitato a scrivere un testo dal punto di vista di una figura storicamente significativa, Luce ha scelto il rivoluzionario Frantz Fanon, che sosteneva che il colonialismo può essere superato solo attraverso la violenza. Harriet è preoccupata, perché Luce era un bambino-soldato prima di essere adottato e teme che le orribili esperienze dell'infanzia possano avere delle ripercussioni sul suo futuro. Harriet dice anche ad Amy di aver aperto l'armadietto di Luce e di avervi trovato una busta con dei fuochi d'artificio illegali e pericolosi. Poi consegna sia il tema che i fuochi d'artificio ad Amy.
Amy ne parla poi con il marito ed entrambi sono turbati ma decidono di attendere prima di affrontare la cosa con il figlio. Tuttavia, quando gli chiedono di Harriet, Luce accusa l'insegnante di prendere di mira alcuni studenti come Stephanie Kim, una compagna di classe che si dice sia stata abusata sessualmente a una festa mentre era ubriaca. Harriet l'addita come esempio di una donna protesa a vittimizzarsi ed a soffrire in silenzio. Luce invece per Harriet è il fulgido esempio dello studente nero modello; ma egli sostiene che non vuole essere visto come una vittima alla quale esprimere solidarietà per un puro guadagno personale.
Dopo aver trovato i fuochi d'artificio nascosti in casa, Luce affronta la professoressa Wilson che ignora che i genitori non hanno ancora parlato con lui della questione. Luce, in merito al tema svolto, sostiene di aver fatto unicamente ciò che gli era stato chiesto dall'insegnante, sconfessando qualsiasi fede nella violenza. Quindi fa un commento sui fuochi d'artificio che Harriet interpreta come una minaccia sentendosi in dovere di avvisare Peter. Lui e Amy affrontano allora Luce, il quale si difende spiegando che i membri della squadra di atletica condividono gli armadietti e lui non sa tutto quello che può esserci stato messo. Peter pensa che Luce stia mentendo, ma Amy non sa a cosa credere.
Harriet e sua sorella Rosemary, che soffre di una malattia mentale non specificata, hanno un incontro con Luce che turba Harriet. Più tardi quella notte, Harriet scopre che Rosemary ha distrutto la casa. Riporta così la sorella in istituto, perché è troppo instabile per vivere a casa sua. A una raccolta fondi che coinvolgeva la squadra di atletica, Luce promette a DeShaun che farà le cose per bene. Nel frattempo, Amy e Stephanie si incontrano in una caffetteria: Stephanie dice che usciva con Luce, cosa che Amy non ha mai saputo, ma che poi si sono lasciati. Stephanie racconta di essere stata molestata sessualmente a una festa da diversi ragazzi, ma nega il coinvolgimento di Luce, dicendo che anzi il figlio di Amy ha fermato gli aggressori, confortandola dopo che si è svegliata. Luce in seguito viene a sapere da Stephanie dell'incontro.
Il giorno successivo Rosemary arriva a scuola per cercare Harriet: è in preda ad una crisi nervosa, chiede pubblicamente alla sorella se si vergogna di lei e si spoglia davanti a tutti, prima di essere presa con il taser e arrestata dalla polizia. Luce mostra un video dell'incidente ad Amy e Peter, che restano molto turbati. La casa dell'insegnante viene vandalizzata quella notte e Stephanie arriva poco dopo per dire ad Harriet che Luce l'ha aggredita sessualmente. Informato il preside Dan Towson, viene organizzato un incontro con Luce e i suoi genitori, mentre Stephanie aspetta in un'altra stanza. Luce smentisce rapidamente le accuse di Harriet, circa il suo possibile coinvolgimento negli atti vandalici della sera precedente, con prove video inconfutabili e le dure domande di Harriet fanno sì che Amy e Peter prendano le parti del figlio. Di fronte all'accusa sul possesso dei fuochi proibiti, Amy ammette di averne parlato con l'insegnante ma mente dicendo di non averli mai visti. Per giunta Harriet scopre che Stephanie se n'è andata, a riprova che la ragazza era d'accordo e che Luce è un manipolatore. L'incontro, che doveva mettere il ragazzo con le spalle al muro, finisce per ritorcersi verso Harriet.
Di notte, all'interno della scrivania dell'aula dell'insegnante, esplodono improvvisamente dei fuochi d'artificio, provocando un incendio. Towson mette Harriet in aspettativa in attesa che le indagini chiariscano la sua posizione. Dopo aver appreso dell'incidente, Amy scopre con orrore che i fuochi d'artificio non sono più dove li aveva nascosti. Peter crede che Luce sia coinvolto, mentre Amy insiste sulla necessità di difendere il figlio.
Luce si presenta da Harriet con un mazzo di fiori, e insiste nel volerle parlare, nonostante lei non voglia. Le rammenta di aver rovinato la carriera atletica di DeShaun e la rimprovera di averlo messo su un piedistallo, creando di fatto degli stereotipi. Harriet difende la sua posizione e afferma che è stata l'America a stereotiparli e che il suo scopo era solo quello di proteggerli. Accusa Luce di essere ipocrita usando altri studenti neri per "svolgere le sue commissioni" in modo da rendersi inattaccabile. Luce sostiene che "non è la stessa cosa" ma non nega i fatti di cui è accusato. Dopodiché, Harriet gli ordina di uscire di casa.
Amy segue Luce in un nascondiglio dove fa sesso con Stephanie, che vede Amy fuori dalla finestra ma non reagisce. Una volta a casa, Luce confessa implicitamente alla madre di avere una responsabilità sull'incendio a scuola, riconciliandosi con lei. Più tardi, il ragazzo tiene un discorso di fronte a studenti, genitori e insegnanti della scuola, in cui ringrazia Amy e Peter per averlo cresciuto, e afferma di sentirsi fortunato ad essere un americano, per la possibilità offertagli di raccontare la sua storia e di ricominciare. Successivamente, Luce va a fare jogging, e durante la corsa il suo viso si contorce di rabbia.

## Promozione
Il primo trailer del film viene diffuso il 4 giugno 2019.

## Distribuzione
Il film è stato presentato in concorso al Sundance Film Festival 2019 il 27 gennaio e distribuita nelle sale cinematografiche statunitensi a partire dal 2 agosto 2019.

## Riconoscimenti
- 2019 - San Diego Film Critics Society Awards[3][4]
  - Candidatura per la miglior attrice non protagonista a Octavia Spencer
  - Candidatura per il miglior artista emergente a Kelvin Harrison Jr.
- 2019 - Sundance Film Festival
  - Candidato per il gran premio della giuria: U.S. Dramatic
- 2020 - Independent Spirit Awards[5]
  - Candidatura per il miglior regista a Julius Onah
  - Candidatura per il miglior attore protagonista a Kelvin Harrison Jr.
  - Candidatura per la miglior attrice non protagonista a Octavia Spencer